# الموت في بوينس آيرس (فلم)
الموت في بوينس آيرس (بالإسبانية: Muerte en Buenos Aires) هو فيلم سينمائي أرجنتيني في عام 2014، وهو أول أفلام إخراج ناتاليا ميتا.
وهو من الأفلام التي تدور عن علاقة المثليين. وهو بطولة ديميان بيتشير في دور تشافيز، محقق شرطة يصارع التوازن بين واجباته وبين رغباته الجنسية المكبوتة، وتشينو دارين في دور غوميز، شاب قليل الخبرة وسيم في قوة الشرطة له دوافع غامضة. 
صور الفيلم في أجواء عام 1989 في مدينة بوينس آيرس. وذلك خلال الشهور الأولى من شهر يناير وفبراير 2013.
اشتركت في تمثيل الفيلم أيضا الممثلة الأرجنتينية لويزا كوليوك.

## روابط خارجية
- مقالات تستعمل روابط فنية بلا صلة مع ويكي بيانات